# Batalla d'Ischia

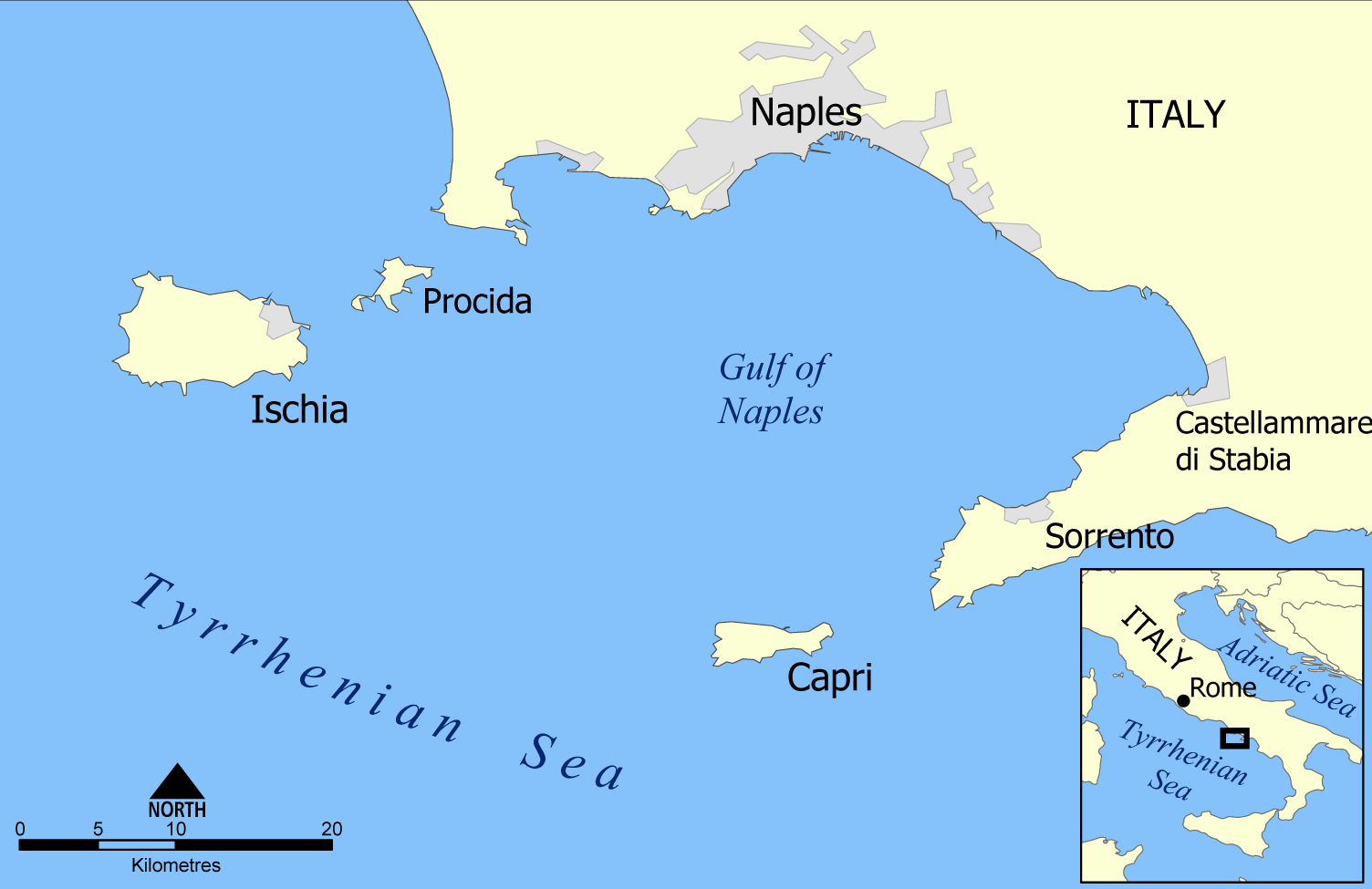
Les illes de Capri i Ischia al golf de Nàpols.

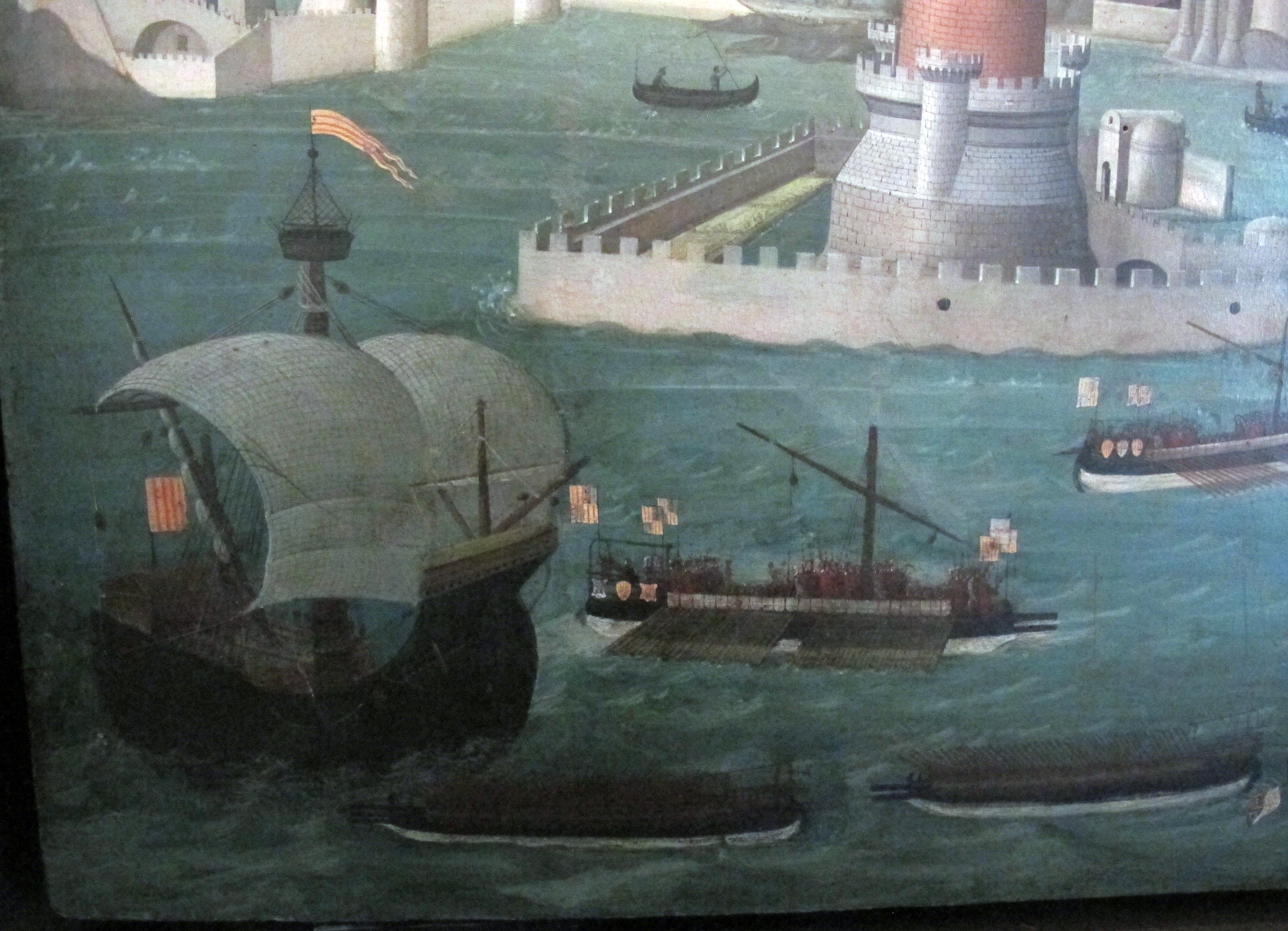
Detall de la Tavola Strozzi. Vaixells que tornen a Nàpols després de la batalla d'Ischia (1465).

La batalla d'Ischia fou un combat naval entre l'estol de Ferran I de Nàpols, comandat per Galceran de Requesens i Joan de Soler, i l'estol de Carles de Torrelles, partidari de Renat d'Anjou. Ambdós almiralls, probablement, eren catalans de Barcelona.

## Antecedents
Alfons V d'Aragó va arribar a Ischia el 1423, per invitació de Michele Cossa, un ciutadà de l'illa i IV senyor de Procida. Va ocupar el castell, el va reestructurar i es van establir allà (des de llavors se l'anomena castell aragonès) esperant per conquerir Nàpols. El 1441, partint d'Ischia, va assetjar Nàpols on va poder entrar triomfalment el 26 de febrer del 1443. Per recompensar els illencs del suport que li havien donat, el sobirà els va concedir amplis favors. Va conferir el govern de l'illa a la seva estimada Lucrezia d'Alagno. Durant la seva estada, va transformar el bosc de Campotese i el de Piano Liguori en una reserva per caçar. Lucrezia d'Alagno, es va deixar assessorar per governar, pel seu cunyat Joan Torrelles. En morir el rei Alfons el 1458 havia d'heretar el seu fill il·legítim Ferran, però els barons napolitans i el mateix Torrelles van hissar la bandera dels Anjou. Lucrezia fou constreta a l'exili, mentre s'esperava l'arribada de Joan II d'Anjou. Ferran, desitjós de defensar els seus drets, va manar Alessandro Sforza que ocupés l'illa i que capturés a Torrelles. Ferran però, fou derrotat per Joan d'Anjou a Troia, a la Pulla, i es va refugiar al Castel dell'Ovo a Nàpols per poder tornar a Ischia. L'illa, mentrestant va ser tornada a ocupar per Torrelles, gràcies a l'ajut de l'estol del seu germà, que era cavaller de Rodes. Ferran encara no s'havia donat per vençut i va enviar Alessandro Sforza amb dues galeres cap a Ischia.

## Batalla

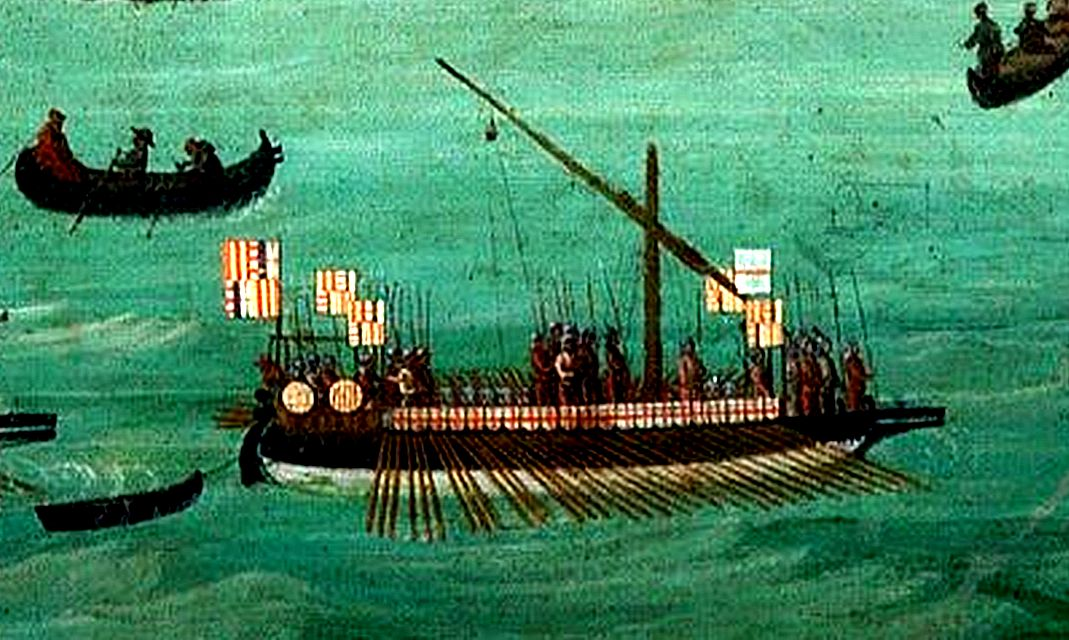
Galera catalana de l'almirall Galceran de Requesens i Joan de Soler. Vegeu que remolca la seva barca de panescalm.
- La xurma és amb terçols, amb tres remers a cada banc cadascun amb el seu rem. Hi ha una separació palesa dels rems en grups de tres.*El nombre de rems i la proporció de les figures no són correctes.

L'estol de Galceran constava de 10 naus, 10 galeres i 6 fustes. Carles de Torrelles comptava amb 8 galeres i altres vaixells no determinats.
Assabentat de les dificultats del seu germà- Joan de Torrelles (assetjat des de feia dos anys) – Carles va trametre la seva galera més ràpida, la Delfina, mentre ell seguia amb quatre naus.
La Delfina fou descoberta i atacada per Sancio Samudio. Capturada la Delfina i una altra nau, Carles Torrella va decidir fugir però fou perseguit i capturat juntament amb un nebot seu, fill del seu germà Joan.
Galceran de Requesens obtingué una victòria total, capturant les naus enemigues i tornant a Nàpols triomfant.

## Conseqüències
La batalla o combat d'Ischia va suposar el final de la guerra de recuperació del reialme per a Ferran I de Nàpols.